# 高氯酸(5,10,15,20-四苯基卟啉)氧钼(V)
高氯酸(5,10,15,20-四苯基卟啉)氧钼(V)是一种配位化合物，化学式为[MoO(TPP)]ClO4，其中TPP表示四苯基卟啉。电化学等实验表明，它可以被还原为MoO(TPP)。

## 制备及反应
它可由MoO(TPP)(OC2H5)在二氯甲烷中和3%高氯酸水溶液反应得到。
它和[MoO(TPP)]2O反应，可以得到[Mo3O4(TPP)3]ClO4。